# مصقلة العبدي
مصقلة بن رقبة العبدي الكوفي، من خطباء عبد القيس الذين ضرب به المثل فقيل (أخطب من مصقلة)، ذكره الجاحظ هو وابنه وحفيده في البيان والتبيين فقال (ومن خطباء عبد القيس: مصقلة بن رقبة بن مصقلة وكرِب بن رقبة. والعرب تذكر من خطب العرب (العجوز) وهي خطبة لآل رقبة، ومتى تكلموا فلا بد لهم منها أو من بعضها.)